# Swing Lo Magellan
Swing Lo Magellan je šesté studiové album americké indierockové hudební skupiny Dirty Projectors. Album vyšlo dne 10. července roku 2012 prostřednictvím hudebního vydavatelství Domino Records a jeho producentem byl zpěvák a kytarista skupiny David Longstreth. Časopis Rolling Stone album zařadil na poslední místo v žebříčku padesáti nejlepších alb roku 2012. Album bylo rovněž neúspěšně nominováno na cenu Grammy. Obal alba, na kterém je Longstreth se zpěvačkou Amber Coffman mluvící s dalším mužem, pořídil Longstrethův bratr.

## Seznam skladeb
| Pořadí | Název                | Autor                     | Délka |
| ------ | -------------------- | ------------------------- | ----- |
| 1.     | Offspring Are Blank  | David Longstreth          | 4:01  |
| 2.     | About to Die         | Longstreth                | 3:59  |
| 3.     | Gun Has No Trigger   | Longstreth                | 3:24  |
| 4.     | Swing Lo Magellan    | Longstreth                | 2:38  |
| 5.     | Just from Chevron    | Longstreth                | 4:07  |
| 6.     | Dance for You        | Longstreth                | 3:24  |
| 7.     | Maybe That Was It    | Longstreth                | 3:57  |
| 8.     | Impregnable Question | Longstreth                | 2:43  |
| 9.     | See What She Seeing  | Longstreth                | 3:40  |
| 10.    | The Socialites       | Longstreth, Amber Coffman | 3:49  |
| 11.    | Unto Caesar          | Longstreth                | 3:38  |
| 12.    | Irresponsible Tune   | Longstreth                | 2:47  |

## Obsazení
Dirty Projectors
- David Longstreth
- Amber Coffman
- Nat Baldwin
- Brian McOmber
- Haley Dekle

Ostatní hudebníci
- Rob Moose – housle
- Nadia Sirota – viola
- Clarince Jensen – violoncello
- Alex Sopp – flétna
- Hideaki Aomori – saxofon, klarinet
- CJ Camerieri – trubka, roh

Technická podpora
- David Longstreth – produkce, mixing, design obalu
- Donato Paternostro – zvukový inženýr, mixing
- Carl Barc – mixing
- Bob Ludwig – mastering
- Jake Longstreth – fotografie
- Rob Carmichael – design obalu